# Segunda Asamblea de ETA
La Segunda Asamblea de ETA fue una reunión de militantes de la organización clandestina nacionalista vasca Euskadi Ta Askatasuna (ETA). Se celebró en la localidad de Capbreton (Las Landas, Francia) en marzo de 1963. Aunque se dedicó especialmente a cuestiones organizativas, también proclamó la ideología socialista de la organización armada.

## Antecedentes

### El obrerismo
La I Asamblea celebrada el año anterior había intentado definir ideológicamente a la organización. Sin embargo, había demostrado que ETA era un grupo plural a pesar de sus reducidas dimensiones. La tendencia dominante estaba todavía muy vinculada a la tradición del PNV, entonces miembro de la Internacional Demócrata Cristiana, y rechazaba frontalmente el comunismo.
Sin embargo, en 1962 no fue la pequeña ETA quién más preocupó al régimen del general Franco, sino el creciente movimiento obrero del norte de España con epicentro en Asturias. Una oleada de huelgas provocó que el Gobierno decretara el estado de excepción en varias provincias del norte. Tal realidad también afectó a ETA y, ya en agosto de 1963, Zutik!, su órgano de expresión, publicó un artículo titulado Los obreros hemos comenzado la lucha de contenido claramente anticapitalista que llamaba a la utilización de la lucha de masas y la violencia. El artículo es una muestra de que ya existía por esa época un sector obrerista de ideología claramente marxista dentro de ETA, sector que irá creciendo con el tiempo y que dará lugar a encendidas luchas internas.
La importancia que tuvieron las huelgas obreras fue tal que el mismo Txillardegi mantuvo varios contactos con Martín Santos y José Ramón Recalde, dirigentes de ESBA —la rama vasca del Frente de Liberación Popular (FLP)—, para explorar la posibilidad de crear conjuntamente unas «células fantasmas» que aparecerían solo para realizar una concreta actuación y desaparecerían a continuación. También hubo algunos contactos infructuosos en la cárcel de Carabanchel entre presos de ETA y del Partido Socialista Obrero Español (PSOE). En cualquier caso, la represión por las huelgas cayó principalmente sobre el Partido Comunista de España (PCE) y el FLP, no alcanzando a ETA debido a su pequeñez y marginalidad.
El crecimiento de este sector obrerista hizo que la dirección, que desconfiaba de él por considerarlo más izquierdista que nacionalista, decidiera excluirlo de la participación en la segunda asamblea por el expeditivo método de celebrar ésta en un lugar distinto al previamente anunciado. Ello explicaría la ausencia de debate con esta corriente durante la reunión.

### La acción directa
Por otra parte, la I Asamblea había dejado sin definir el alcance de la «acción directa». Aunque ésta estaba presente en ETA desde su misma fundación, no implicaba necesariamente la utilización de la violencia contra personas. El silencio que guardó la primera asamblea dio lugar a un debate interno con posturas encontradas acerca del uso de la violencia. Entre los opuestos a su uso hay que distinguir un sector claramente pacifista e influido por las ideas de Mahatma Gandhi y otro sector movido por meras razones tácticas, al considerar que no había llegado todavía el momento de dar ese paso.

## Celebración de la asamblea
En esta ocasión la asamblea se celebró fuera de Euskal Herria, en la localidad de Capbreton o en la de Hossegor —según las fuentes que se consulten— situadas ambas en el departamento francés de Las Landas, durante el mes de marzo de 1963. Asistieron 17 militantes, entre los que se encontraban por primera vez dos mujeres. Algunos de los delegados del interior portaban pistola en esta ocasión. Participó también una delegación de Enbata (Galerna), organización nacionalista vasca del País Vasco francés con la que ETA mantenía excelentes relaciones. Como cuestión previa, la Asamblea decidió que los militantes del País Vasco español (Hegoalde) contasen con doble voto debido al mayor riesgo que asumían. Aunque algunos autores consideran que la reunión fue poco relevante, lo cierto es que se adoptaron algunas decisiones importantes.

### Redefinición ideológica

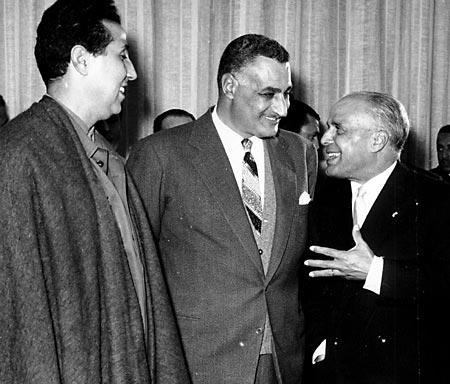
Reunión de Ben Bella, Nasser y Burguiba en 1963. Los movimientos de liberación del Tercer Mundo sirvieron de inspiración a un sector de ETA

Es en la II Asamblea cuando ETA se declaró oficialmente socialista, lo que supuso una evolución ideológica importante y le alejó más del democristiano Partido Nacionalista Vasco. A pesar de lo que diría el PNV, este socialismo no era en absoluto comunista, pues la organización seguía siendo mayoritariamente contraria al marxismo-leninismo; ni aun marxista, sino adscrito a lo que algunos llaman «socialismo humanista». En cualquier caso, intentaba abarcar un gran abanico de ideologías diversas y, a menudo, contrapuestas presentes en esta época en la organización: socialdemocracia, comunismo, maoísmo, anarquismo, socialcristianismo, pacifismo, etnolingüismo, sindicalismo o cooperativismo, entre otras. Aunque Federico Krutwig publicó su extensa obra Vasconia ese mismo año 1963, es dudoso que llegara a influir significativamente en esta asamblea, dado que su edición clandestina y la densidad de su texto dificultaban su difusión.
Durante la Asamblea se comenzó a percibir la existencia de tres corrientes principales todavía difuminadas, pero que cobrarán mayor importancia en el futuro:
- La más importante era la que algunos llaman tercermundista, marcada por la estancia de diversos militantes exiliados en Francia[3] que recibían la influencia de los movimientos de liberación nacional de la época: Argelia, Chipre, Túnez, China, Vietnam, Cuba…[14] También es posible que influyera en su principal representante —Julen Madariaga— la obra de Krutwig, aunque será en la III Asamblea cuando el peso de Vasconia se deje sentir más y este sector consiga imponer los principios de la guerra revolucionaria dentro de ETA.[15] A pesar de la modestia de las actuaciones de ETA realizadas hasta la fecha, algunos militantes comenzaron a hablar de revolución, insurrección o guerrilla como algo normal.[3][14]
- En segundo lugar, se mantenía la corriente etnolingüística que se suele denominar culturalista, representada por José Luis Álvarez Emparanza Txillardegi, que era marcadamente antimarxista y contraria al concepto de «guerra de liberación». Era mucho más partidaria de la formación de un Estado nacional con referencias claramente europeas y alejadas de las del Tercer Mundo.[3]
- Por último, con menor importancia en la asamblea debido a la maniobra efectuada contra ella aparecía la corriente obrerista, de ideas ya claramente marxistas; su máximo exponente era Patxi Iturrioz.

Otro síntoma de la evolución ideológica de ETA hacia la izquierda es que, a pesar del apartamiento de los obreristas, se decidió crear un frente obrero dedicado a la participación en los movimientos laborales. Su principal misión era crear células de militantes en las empresas, principalmente la margen izquierda de la ría de Bilbao, la zona con mayores movilizaciones obreras. Para algunos autores este movimiento de ETA debe ser interpretado no tanto como una preocupación por los intereses de los trabajadores vascos —la mayoría de origen inmigrante y vistos con desconfianza por gran parte de la organización— sino como un intento de aprovechar la radicalización del proletariado en beneficio propio, pues la organización se dio cuenta del potencial que tenía esa fuerza. El nuevo frente obrero desarrolló una amplia labor propagandística, lo que provocó una eficiente reacción policial que conduciría a su desarticulación en los meses siguientes.

### Organización

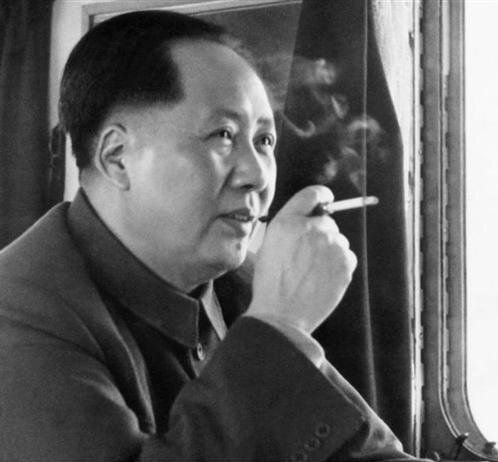
Las tácticas militares de Mao Zedong inspiraron la reorganización de ETA durante la II Asamblea

Pero la Asamblea se caracterizó sobre todo por trabajar en cuestiones organizativas. Además de la creación de un frente obrero, se decidió la división del territorio vasco en seis zonas o herrialdes. Estas no se correspondían con los denominados territorios históricos en los que tradicionalmente dividen los nacionalistas vascos a Euskal Herria, sino que se delimitaron con criterios estrictamente operativos siguiendo la doctrina militar de Mao Zedong. Cada zona estaba dirigida por un jefe de zona o herrialde-buru, y los seis eran coordinados por el responsable militar quien, a diferencia de la situación precedente, sería renovado cada seis meses. El cargo rotará en los siguientes años entre Julen Madariaga, quien ya lo había desempeñado con anterioridad, Sabin Uribe y Edur Arregi.
El comité ejecutivo quedó compuesto por el responsable militar, los jefes de zona y dos militantes del exterior. Siguiendo el criterio etnolingüístico, se concedió un plazo a los afiliados para aprender el vascuence. También se adoptaron medidas para el cobro de las cuotas de los militantes, lo que indica que en este momento ETA no se podía financiar todavía mediante el recurso al robo (al que la organización denominó siempre eufemísticamente «expropiación») y la extorsión (denominada «impuesto revolucionario»). 
En cuanto a la «lucha armada», se resolvió realizar dos o tres acciones significativas cada año. También se decidió «liberar» a tres militantes, es decir, remunerarles para que pudieran dedicarse exclusivamente a su actividad dentro de ETA. Sin embargo, tampoco esta vez se llegó a concretar más su contenido debido a que el debate ideológico y organizativo consumió la mayor parte de la Asamblea.
Un delegado procedente de París propuso que se intentara buscar financiación en la CIA estadounidense, utilizando los viejos contactos mantenidos durante años por el Partido Nacionalista Vasco (PNV) y el Gobierno vasco en el exilio. La propuesta fue frontalmente rechazada.
Se crearon diversos boletines oficiales de carácter zonal que se publicarían de forma simultánea. Esta dispersión, unida al pluralismo ideológico de la organización y al hecho de que la publicación estaba abierta a colaboraciones externas, proporcionó a Zutik! un contenido diverso y contradictorio durante esa época, conteniendo artículos inspirados en la lucha no violenta de Gandhi junto a otros abiertamente partidarios de la lucha armada; posturas aconfesionales y de contenido religioso. Los posteriores hagiógrafos de ETA consideran que esta época es confusa ideológicamente. Como complemento a Zutik se crearon los «Cuadernos ETA», publicaciones monográficas que expresaban la posición del movimiento respecto a diversos temas políticos y sociales con más pasión que profundidad. Para ello se utilizaban principalmente trabajos ya realizados en el pasado por Ekin y que reflejaban el pensamiento inicialmente mayoritario en ETA, vinculado al nacionalismo tradicional pero con las renovaciones referidas a la sustitución de la raza por la lengua y del catolicismo por la aconfesionalidad. El marxismo estaba ausente de estas publicaciones.

## Trascendencia
Considerada por algunos autores como una asamblea de transición y de poca importancia, la II Asamblea marcó un importante cambio ideológico de ETA hacia la izquierda y evidenció el interés de la organización por el movimiento obrero. Ambas tendencias se acentuarían en las siguientes cuatro asambleas, entrando en conflicto con la ideología nacionalista originaria, hasta que en la VI Asamblea la organización adoptará principios marxista-leninistas y supeditará la lucha armada a la lucha política.
Por otro lado, la Asamblea supuso un esfuerzo organizativo que permitiría el fortalecimiento a medio plazo de la organización a pesar de las detenciones que llegarían a desarticularla ese mismo año 1963. Ello conduciría a que ETA pudiera llegar a realizar acciones armadas de mayor envergadura, culminando en el asesinato premeditado de Melitón Manzanas en 1968. Esta experiencia sería continuada con mayor determinación y violencia a partir de 1970 por la escisión de ETA surgida durante la VI Asamblea: ETA-V Asamblea.